# Eberhard Heck
Eberhard Heck (* 7. November 1937 in Tokio; † 23. August 2022 in Tübingen) war ein deutscher Altphilologe.

## Leben
Eberhard Heck wurde in Tokio-Omori als Sohn des Industriekaufmanns Carl Heck geboren. Er besuchte von Januar 1944 bis September 1945 die Deutsche Schule in Tokio-Yokohama und erhielt nach dem Ende des Zweiten Weltkriegs bis zur Repatriierung Privatunterricht. Von 1947 bis 1950 besuchte er das Realgymnasium in Biedenkopf, dann bis 1954 die Oberrealschule in Amberg. Im Wintersemester 1954/1955 begann er sein Studium der Klassischen Philologie und Geschichte an der Universität Erlangen. Im Sommersemester 1956 wechselte er nach Tübingen, wo ihn Ernst Zinn, Hildebrecht Hommel und Wolfgang Schadewaldt prägten. Nach dem Examen wurde er im Herbst 1961 als wissenschaftliche Hilfskraft am Tübinger Philologischen Seminar angestellt. 1963 wurde er mit der Dissertation Die Bezeugung von Ciceros Schrift De re publica promoviert.
Seit 1963 arbeitete Heck als Wissenschaftlicher Assistent an der Universität Tübingen, unterbrochen von einer Mitarbeitertätigkeit am Thesaurus Linguae Latinae von 1965 bis 1967 und einigen Forschungssemestern von 1983 bis 2001. Nach seiner Habilitation (1971) erhielt Heck 1971 den Titel eines außerplanmäßigen Professors, 1976 wurde er zum Oberassistenten und 1980 zum beamteten Professor ernannt. 2003 trat er in den Ruhestand.
Zu Hecks Forschungsschwerpunkten gehörten die pagane und christliche lateinische und griechische Literatur. Besonders beschäftigte er sich mit Cicero und Lactantius. 1988 gründete er an der Universität Tübingen eine Arbeitsstelle für patristische Textedition, an der er in Verbindung mit anderen Forschern eine Edition der Divinarum institutionum libri septem des Lactanz vorbereitete. Heck war seit 1972 Mitglied der Mommsen-Gesellschaft und seit 1979 Mitglied der CDU, für die er in verschiedenen Funktionen auf kommunaler Ebene tätig war.

## Veröffentlichungen (Auswahl)
- Die Bezeugung von Ciceros Schrift De re publica (= Spudasmata, Bd. 4). Olms, Hildesheim 1966 (= Dissertation Universität Tübingen).
- Bemerkungen zum Text von Lactanz, De opificio dei. In: Vigiliae christianae, Bd. 23 (1969), S. 273–292.
- Scipio am Scheideweg. Die Punica des Silius Italicus und Ciceros Schrift De re publica. In: Wiener Studien, Bd. 4 (1970), S. 156–180.
- Die dualistischen Zusätze und die Kaiseranreden bei Lactantius. Untersuchungen zur Textgeschichte der Divinae institutiones und der Schrift De opificio dei (= Abhandlungen der Heidelberger Akademie der Wissenschaften, Philosophisch-historische Klasse, 1972,2). Winter, Heidelberg 1972, ISBN 3-533-02229-3 (= Habilitationsschrift Universität Tübingen).
- „Iustitia civilis – Iustitia naturalis“, à propos du jugement de Lactance concernant les discours sur la justice dans le „De re publica“ de Cicéron". In: Jacques Fontain (Hrsg.): Lactance et son temps (= Théologie historique. Band 48). Editions Beauchesne, Paris 1978, S. 172–184.
- Minucius Felix und der römische Staat. Ein Hinweis zum 25. Kapitel des „Octavius“. In: Vigilae christianae, Bd. 38 (1984), H. 2, S. 154–164.
- Mē theomachein oder: Die Bestrafung des Gottesverächters. Untersuchungen zu Bekämpfung und Aneignung römischer religio bei Tertullian, Cyprian und Lactanz (= Studien zur klassischen Philologie, Bd. 24). Lang, Frankfurt am Main 1987, ISBN 3-8204-8373-X.
- (Hrsg., mit Ernst A. Schmidt): Antonie Wlosok / Res humanae – res divinae. Kleine Schriften (= Bibliothek der klassischen Altertumswissenschaften, 2. Reihe, N.F., Bd. 84). Winter, Heidelberg 1990, ISBN 3-533-04302-9.
- „Du sollst nicht zitieren aus zweiter Hand“. Entdeckung und frühe Benutzung des Turiner Codex der lactanzischen Epitome divinarum institutionum. In: Philologus, Bd. 137 (1993), S. 110–121.
- Lactanz im Kulturkampf (1873–1875). In: Hanns Christof Brennecke (Hrsg.): Logos. Festschrift für Luise Abramowski zum 8. Juli 1993 (= Beihefte zur Zeitschrift für die neutestamentliche Wissenschaft, Bd. 67). de Gruyter, Berlin 1993, S. 589–606, ISBN 3-11-013985-5.
- Wer baute die Mauer für Laomedon? Autorversehen in den divinae institutiones des Lactanz. In: Roger Gryson (Hrsg.): Philologia sacra. Biblische und patristische Studien für Hermann J. Frede und Walter Thiele zu ihrem siebzigsten Geburtstag. Bd. 2 (= Vetus latina, Bd. 24). Herder, Freiburg/Br. 1993, S. 397–415, ISBN 3-451-21942-5.
- (Hrsg.): Lucius Caecilius Firmianus Lactantius / Epitome divinarum institutionum. Teubner, Stuttgart/Leipzig 1994, ISBN 3-519-01933-7.
- mit Antonie Wlosok: L. Caeli Firmiani Lactanti Epitome divinarum institutionum (Bibliotheca Teubneriana). B. G. Teubner, Stuttgart/Leipzig 1994, ISBN 3-519-01933-7.
- Zu Hadrians Christenrescript an Minicius Fundanus (Euseb. hist. eccl. 4,9,1-3). In: Barbara Kühnert (Hrsg.): Prinzipat und Kultur im 1. und 2. Jahrhundert. Habelt, Bonn 1995, S. 103–117, ISBN 3-7749-2674-3.
- (mit Antonie Wlosok): Zum Text der Epitome divinarum institutionum des Laktanz. In: Wiener Studien, Bd. 109 (1996), S. 145–170.
- Frustula Munciana. Textkritisches zum „Octavius“. In: Wiener Studien, Bd. 114 (2001), S. 483–499.
- (Übers. u. Erläuterung, mit Gudrun Schicker): Lucius Caecilius Firmianus Lactantius / Göttliche Überweisungen in Kurzform. Saur, München/Leipzig 2001, ISBN 3-598-73006-3.
- Wer war Apollos Ehefrau? Wo war Pontius Pilatus Legat? Unklares in der Epitome diuinarum institutionum des Lactanz. In: Hyperboreus, Bd. 8 (2002), S. 326–336.
- mit Antonie Wlosok: L. Caelius Firmianus Lactantius, Divinarum institutionum libri septem (Bibliotheca Teubneriana). 4 Bände. K. G. Saur (Band 1) und Walter de Gruyter (Band 2–4), München/Leipzig (Band 1) und Berlin (Band 2–4) 2005–2011, ISBN 3-598-71265-0 (Band 1), ISBN 978-3-11-019506-4 (Band 2), ISBN 978-3-11-021466-6 (Band 3) und ISBN 978-3-11-022467-2 (Band 4) (kritische Ausgabe ohne Übersetzung).
- Nachträgliches zu den kleinen Schriften des Lactanz. In: Antike und Abendland, Bd. 59 (2013), S. 126–144.
- Der antiklassizistische Anfang christlicher Dichtung lateinischer Sprache. Commodian. In: Armin Eich (Hrsg.): Das dritte Jahrhundert (= Palingenesia, Bd. 108). Steiner, Stuttgart 2017, S. 111–122, ISBN 978-3-515-11841-5.
- Constantin und Lactanz in Trier – Chronologisches. In: Historia. Zeitschrift für alte Geschichte, Bd. 58 (2019), H. 1, S. 118–130.